# Ernest Gibson senior

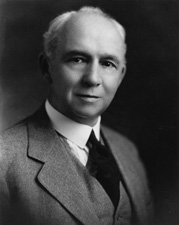
Ernest Gibson

Ernest Willard Gibson (* 29. Dezember 1871 in Londonderry, Windham County, Vermont; † 20. Juni 1940 in Washington, D.C.) war ein US-amerikanischer Politiker (Republikanische Partei), der den Bundesstaat Vermont in beiden Kammern des US-Kongresses vertrat.
Nach dem Besuch der öffentlichen Schulen und der Black River Academy in Ludlow setzte Ernest Gibson seine Ausbildung an der Norwich University in Northfield fort und machte dort 1894 seinen Abschluss. Im selben Jahr trat er einen Posten als Direktor einer High School an, den er bis 1898 innehatte. Anschließend absolvierte er 1899 ein Studium der Rechtswissenschaften an der University of Michigan, woraufhin er in die Anwaltskammer aufgenommen wurde und in Brattleboro zu praktizieren begann. Später arbeitete er als Registrierungsbeamter und Justizangestellter beim Bundesbezirksgericht. Von 1899 bis 1908 diente Gibson in der Nationalgarde seines Staates und erreichte den Rang eines Colonel, eine weitere Dienstzeit schloss sich von 1915 bis 1923 an.
1906 wurde Gibson erstmals politisch tätig, als er dem Repräsentantenhaus von Vermont angehörte; zwei Jahre später zog er in den Staatssenat ein und fungierte als dessen Präsident pro tempore. Von 1919 bis 1921 war er als Staatsanwalt beschäftigt, danach war er bis 1922 als Secretary of Civil and Military Affairs Mitglied der Regierung von Vermont. Außerdem engagierte er sich auch noch in der Lokalpolitik und stand insgesamt acht Jahre lang der Stadtverordnetenversammlung von Brattleboro als Chairman vor. Zwischenzeitlich amtierte er auch als Vizepräsident der Norwich University.
Nach dem Rücktritt des Kongressabgeordneten Porter H. Dale, der in den Senat wechselte, gewann Gibson die Nachwahl um dessen Mandat und zog am 6. November 1923 ins US-Repräsentantenhaus in Washington ein. Dort verblieb er nach mehrfacher Wiederwahl bis zum 19. Oktober 1933; während dieser Zeit war er unter anderem Vorsitzender des Ausschusses zur Kontrolle der Ausgaben des Finanzministeriums sowie des Ausschusses für die US-Territorien. In seiner letzten Amtszeit war er einziger Abgeordneter aus Vermont, da der zweite Wahlbezirk des Staates, den er zuvor vertreten hatte, nach Anpassungen aufgrund der Volkszählung gestrichen worden war.
Gibson legte sein Mandat nieder, da er im Senat die Nachfolge des am 6. Oktober 1933 verstorbenen Porter H. Dale antreten sollte. Im November kehrte er folglich in den Kongress zurück, wo er nach einer Wiederwahl im Jahr 1938 bis zu seinem Tod am 20. Juni 1940 verblieb. Sein Sitz fiel danach an seinen Sohn Ernest, der später auch noch Gouverneur von Vermont wurde.